# 袁曦业
袁曦业（？—？），山东长山人，是一名清朝政治人物。
袁曦业曾于道光十年接替彭衍堂任龙岩州知州一职，道光十一年由彭衍堂接任。